# کور لابراتوریز
کور لابراتوریز (انگلیسی: Core Laboratories) شرکت نفت و گاز هلندی آمریکایی است، که در سال ۱۹۹۸ تأسیس شد.